# Parosphromenus barbarae
Паросфромен Барбари (Parosphromenus barbarae) — тропічний прісноводний вид риб з родини осфронемових (Osphronemidae), підродина макроподових (Macropodusinae).
Один з двох відомих алопатричних видів паросфроменів, що зустрічаються на території малайзійського штату Саравак: P. allani водиться на сході, в басейні річки Раджанг (малай. Batang Rajang), а P. barbarae на заході, в басейні невеличкої річки Каян (малай. Batang Kayan).
Паросфромен Барбари отримав свою назву на честь Барбари Браун (Barbara Brown), першовідкривачки виду. До речі, паросфромен Алана (Parosphromenus allani) був описаний саме Барбарою Браун, а назвала вона його на честь свого чоловіка й колеги Алана Брауна (англ. Allan Brown).

## Опис
Максимальна стандартна (без хвостового плавця) довжина становить 25,7 мм. Тіло стиснене з боків, видовжене (довжина тулуба становить 62,5-72,6 % стандартної довжини), найвище в місці початку спинного плавця (22,4-28,2 % стандартної довжини), далі до хвостового стебла висота зменшується (11,4-14,7 % стандартної довжини). Голова відносно довга (її довжина становить 29,8-36,6 % стандартної довжини), загострена, очі великі (діаметр ока становить 24,7-32,9 % довжини голови).
Спинний плавець відносно довгий (довжина його основи становить 37,1-46,0 % стандартної довжини), задній кінець у нього загострений; анальний плавець довший за половину довжини тіла (50,0-56,4 % стандартної довжини), його задній кінець також загострений. Хвостовий плавник округлий, з помірно витягнутими центральними променями; черевні плавці відносно довгі (25,0-41,7 % стандартної довжини), мають довгий ниткоподібний промінь; грудні плавці округлі. В спинному плавці 11-14 твердих і 4-5 м'яких (всього 15-18) променів, в анальному 11-13 твердих і 6-10 м'яких (всього 19-21), у хвостовому 13 променів, у черевних по 1 твердому і 5 м'яких променів, у грудних по 12 променів.
29-31½ бічних лусок, 11-12 поперечних лусок у місці початку спинного плавця.
Тіло й голова в самця кремові або жовтувато-коричневі. Вздовж тіла проходять дві темно-коричневі смуги. Перша починається від верхньої щелепи, косо піднімається вгору й продовжується верхньою частиною тіла та хвостового стебла. Друга проходить через око, зяброві кришки й далі серединою тіла до основи хвостового плавця. Нижня частина голови сіра, черево сріблясто-золотаве.
Спинний плавець червонуватий, яскравіший посередині, має яскраво-блакитну облямівку й нечітку темно-коричневу пляму в задній частині. Анальний плавець червонуватий, темно-сірий біля основи, тонка чорна смужка проходить уздовж його центральної частини, а край яскраво-блакитний. Хвостовий плавець червонуватий, з чіткою чорною овальною плямою в основі, сіра смуга проходить навколо центральної частини, а ближче до краю розташована чорна смуга з яскраво-блакитною облямівкою. Черевні плавці з яскраво-блакитним лиском, мають дві темно-сірі поперечні смуги: одна ближче до основи, інша в центральній частині. Грудні плавці безбарвні.
Самки та неповнолітні рибки мають темне забарвлення. На тілі в них присутні дві чіткі темно-коричневі смужки, перша проходить біля спини від верхівки голови до хвостового стебла, друга починається відразу за оком і проходить трохи нижче середини тіла до основи хвостового плавця. Молодь часто має нерегулярні темно-коричневі плями, розкидані по всьому тілу, це надає їхньому забарвленню строкатості.

## Поширення
Вид відомий лише із залишкового торф'яного болотного лісу в басейні річки Каян, що в окрузі Лунду (малай. Lundu) на крайньому заході Сараваку.
Синтопичними видами риб тут є Cyclocheilichthys apogon, Desmopuntius johorensis, Rasbora bankanensis, R. hosii, Trigonopoma pauciperforatum (родина коропові), Kottelatlimia pristes, Pangio semicincta (родина в'юнові), Hemibagrus capitulum (родина Bagridae), Hemirhamphodon byssus (родина Zenarchopteridae), Pristolepis grootii, Nandus nebulosus (родина нандові), Belontia hasselti, Betta lehi, Luciocephalus pulcher, Trichopodus trichopterus, Trichopsis vittata (родина осфронемові), Channa baramensis, C. lucius, C. striata (родина змієголові).
Болотне лісове середовище існування P. barbarae було сильно модифіковане через створення ділянок насаджень олійної пальми та будівництво Панборнеанського шосе (англ. Pan-Borneo Highway). На жаль, місця проживання виду були втрачені. Дику популяцію не можуть знайти вже протягом декількох років. Додаткову загрозу становить гурамі-буркун (Trichopsis vittata), який витісняє паросфромена в басейні річки Каян.
Барбара та Алан Брауни (Brown & Brown, 1987) повідомляли про Parosphromenus з району Матанг, але свіжі зразки з цієї місцевості не вдалося отримати; швидше за все, це є наслідком урбанізації району. Припускають, що популяція з району Матанг належить до P. barbarae або подібна до нього.

## Утримання в акваріумі
1987 року Барбара та Алан Брауни провели в Сараваці інспектування лабіринтових риб (спеціально родів Betta і Parosphromenus). Вони привезли Parosphromenus barbarae (тоді ці риби ще не мали наукової назви) до Європи, розвели й поширили їхнє потомство серед акваріумістів. Ці риби відомі під назвами Parosphromenus spec. Sungai Stunggang та Parosphromenus spec. Lundu.